# Twilight in Olympus
Albums de Symphony X
The Divine Wings of Tragedy
(1997) V : The New Mythology Suite
(2000)
Twilight in Olympus est le quatrième album du groupe Symphony X, sorti en 1998. 
C'est le seul album de Symphony X sur lequel la batterie n'est pas enregistrée par Jason Rullo. 

## Liste des titres
| No | Titre                     | Paroles              | Musique                 | Durée |
| -- | ------------------------- | -------------------- | ----------------------- | ----- |
| 1. | Smoke and Mirrors         | Miller, Allen, Romeo | Romeo, Miller           | 6:09  |
| 2. | Church of the Machine     | Symphony x           | Symphony x              | 8:57  |
| 3. | Sonata                    |                      | Ludwig van Beethoven    | 1:25  |
| 4. | In the Dragon's Den       | Symphony x           | Romeo, Miller, Pinnella | 4:00  |
| 5. | Through the Looking Glass | Miller, Romeo        | Roméo, Pinnella, Miller | 13:05 |
| 6. | The Relic                 | Allen, Miller        | Romeo, Pinnella, Miller | 5:03  |
| 7. | Orion - the Hunter        | Miller, Allen        | Roméo, Millet           | 6:56  |
| 8. | Lady of the Snow          | Miller, Allen        | Romeo, Pinnella         | 7:09  |

La version rééditée par Inside Out contient le Band Interview Part IV.
L'album aurait dû inclure une piste de plus d'un quart d'heure, intitulée Twilight in Olympus, qui n'a finalement pas été enregistrée à cause des délais imposés par le label japonais de Symphony X.

## Personnel
- Michael Romeo - Guitares, Chants
- Russell Allen - Chants
- Thomas Miller - Basse
- Michael Pinnella - Claviers, Chants
- Tom Walling - Batterie